# Marmaduke
Pour les articles homonymes, voir Marmaduke (homonymie).
Pour plus de détails, voir Fiche technique et Distribution.
Marmaduke est un film américain réalisé par Tom Dey et sorti en 2010. Il est adapté du comic strip homonyme créé par Brad Anderson. 

## Synopsis
Pour la famille Winslow, déménager du Kansas en Californie marque un grand changement dans leur vie. Mais pour leur chien Marmaduke, cela veut dire une nouvelle vie et surtout des nouvelles bêtises à faire…

## Fiche technique
- Titre original : Marmaduke
- Titre français : Marmaduke
- Réalisation : Tom Dey
- Scénario : Tim Rasmussen et Vince Di Meglio, d'après le comic strip homonyme de Brad Anderson
- Musique : Christopher Lennertz
- Pays de production :  États-Unis
- Langue originale : anglais
- Dates de sortie :
  - États-Unis : 4 juin 2010
  - France : 18 août 2010

## Distribution
- Lee Pace (VF : Damien Boisseau ; VQ : Patrice Dubois) : Phil Winslow
- Judy Greer (VF : Laurence Dourlens ; VQ : Geneviève Désilets) : Debbie Winslow
- William H. Macy (VF : Jacques Bouanich ; VQ : Hubert Gagnon) : Don Twombly
- Finley Jacobsen (VQ : Thomas-Fionn Tran) : Brian Winslow
- Caroline Sunshine (VQ : Gabrielle Gouin) : Barbara Winslow
- Glenn McCuen : Bodie
- David Walliams : Anton Harrison
- Ryan Devlin : Deuce
- Michael Teigen : Gary
- Keith Dallas : l'employé des travaux publics
- Francisco Ramos (VF : Philippe Bozo) : le dresseur

et les voix de :
- Owen Wilson (VF : Omar Sy ; VQ : Antoine Durand) : Marmaduke
- George Lopez (VF : Gérard Surugue ; VQ : Stéphane Rivard) : Carlos
- Emma Stone (VF : Élisabeth Ventura ; VQ : Pascale Montreuil) : Mazie
- Fergie (VF : Céline Monsarrat ; VQ : Julie Burroughs) : Jezabel
- Kiefer Sutherland (VF : Michel Vigné ; VQ : Manuel Tadros) : Bosco
- Sam Elliott (VF : Vincent Grass ; VQ : Aubert Pallascio) : Chupadogra
- Christopher Mintz-Plasse (VF : Hervé Rey ; VQ : Sébastien Reding) : Giuseppe
- Steve Coogan (VF : Pierre Tessier) : Raisin
- Damon Wayans Jr. (VF : Marc Saez) : Thunder
- Marlon Wayans : Lightning

## Autour du film
- La chanson de fin est What I Like About You.
- Le film dont Marmaduke voit un extrait sur un écran télé est Fidèle vagabond (1957) de Robert Stevenson.
- Dans la version anglaise de Scoobynatural de la série Supernatural, Sam Winchester traite Scooby-Doo de "Marmaduke" en référence à ce dernier car lui aussi est un dogue allemand.